# Canton de Jumilhac-le-Grand
Le canton de Jumilhac-le-Grand est une ancienne division administrative française située dans le département de la Dordogne, en région Aquitaine.

## Historique
Le canton de Jumilhac, devenu canton de Jumillac-le-Grand puis canton de Jumilhac-le-Grand, est l'un des cantons de la Dordogne créés en 1790, en même temps que les autres cantons français. Composé initialement de huit communes (Chalaix, Chalusset, Frugie, Jumilhac, Sainte Marie de Frugie, Saint Jory de Chalaix, Saint Paul et Saint Prié), il est d'abord rattaché au district d'Excideuil. En 1795, les districts sont supprimés et il est rattaché en 1801 à l'arrondissement de Nontron.
De 1833 à 1848, les cantons de Jumilhac et de Saint-Pardoux-la-Rivière avaient le même conseiller général. Le nombre de conseillers généraux était limité à 30 par département.

### Redécoupage cantonal de 2014-2015
Par décret du 21 février 2014, le nombre de cantons du département est divisé par deux, avec mise en application aux élections départementales de mars 2015. Le canton de Jumilhac-le-Grand est supprimé à cette occasion. Ses sept communes sont alors rattachées au canton de Thiviers.

## Géographie
Ce canton était organisé autour de Jumilhac-le-Grand dans l'arrondissement de Nontron. Son altitude variait de 165 m (Saint-Paul-la-Roche) à 491 m (Saint-Pierre-de-Frugie) pour une altitude moyenne de 291 m.
Il était intégré au Parc naturel régional Périgord-Limousin.

## Représentation

### Conseillers généraux de 1833 à 2015
Avant 1833, les conseillers généraux étaient désignés, et ne représentaient pas un canton déterminé.
| Période | Période      | Identité                                           | Étiquette              | Qualité                                                                                             |
| ------- | ------------ | -------------------------------------------------- | ---------------------- | --------------------------------------------------------------------------------------------------- |
| 1833    | 1839 (décès) | Armand François Lamy                               | Majorité ministérielle | Colonel du Génie puis Maréchal de camp Député (1831-1839)                                           |
| 1839    | 1839         | Jules Gilbert Delanoue                             |                        | Maire de Milhac-de-Nontron                                                                          |
| 1839    | 1845         | Henry Prévost aîné                                 |                        | Maître de forges, maire de Jumilhac, conseiller d'arrondissement                                    |
| 1845    | 1848         | Joseph Louis Camille de Beaupoil de Sainte-Aulaire | Conservateur           | Pair de France, ancien secrétaire d'ambassade, député (1842-1846) Propriétaire à Nontron            |
| 1848    | 1852         | Gabriel Baraillier                                 |                        | Huissier à Jumilhac-le-Grand Commandant de la Garde nationale                                       |
| 1852    | 1870         | Nicolas Émile Grenouillet de Mavaleix              |                        | Maître de forges à Chalais maire de Thiviers                                                        |
| 1870    | 1871         | Constantin Prévôt                                  |                        | Maire de Jumilhac-le-Grand                                                                          |
| 1871    | 1880         | Pierre Labrousse                                   | Droite                 | Notaire à La Coquille                                                                               |
| 1880    | 1886         | Hippolyte Hérier                                   | Républicain            | Notaire Maire de Saint-Jory-de-Chalais                                                              |
| 1886    | 1904         | Pierre Lacombe                                     | Rad.                   | Propriétaire, maire, suppléant du juge de paix Maire de Saint-Pierre-de-Frugie                      |
| 1904    | 1919         | Léonard Vasset                                     | Rad.                   | Notaire à Jumilhac-le-Grand                                                                         |
| 1919    | 1928         | René Couzinou                                      |                        | Greffier, notaire Maire de Jumilhac-le-Grand (1919-1935)                                            |
| 1928    | 1934         | Henri Mège                                         | Rad.                   | Administrateur de sociétés Député (1932-1936)                                                       |
| 1934    | 1940         | Gustave Saussot                                    | PC-SFIC                | Artisan mécanicien à La Coquille Député (1936-1940)                                                 |
|         |              |                                                    |                        | |
| 1945    | 1955         | Édouard Brunet                                     | PCF                    | Gendarme réformé Adjoint au maire de La Coquille                                                    |
| 1955    | 1961         | Louis Garrigue                                     | SFIO                   | Médecin Maire de Jumilhac-le-Grand (1945-1963)                                                      |
| 1961    | 1967         | Jean Langevin                                      | PCF                    | Médecin Conseiller municipal de Jumilhac-le-Grand                                                   |
| 1967    | 1985         | Guy Besse                                          | PCF                    | Instituteur Maire de La Coquille (1977-1983)                                                        |
| 1985    | 1998         | Jean-Noel Laleu                                    | RPR                    | Médecin Maire-adjoint de La Coquille                                                                |
| 1998    | 2015         | Michel Karp                                        | PS                     | Chirurgien-dentiste Maire de Jumilhac-le-Grand jusqu'en 2008 Elu en 2015 dans le Canton de Thiviers |

### Conseillers d'arrondissement (de 1833 à 1940)
| Période                                  | Période          | Identité                                 | Étiquette                | Qualité |
| ---------------------------------------- | ---------------- | ---------------------------------------- | ------------------------ | --- |
| Les données manquantes sont à compléter. |                  |                                          |                          | |
| 1833                                     | 1835 (décès)     | Jacques Grenouillet de Mavaleix          |                          | Maître de forges, propriétaire du château de Chalais                                                        |
| 1835                                     | 1839             | Henry Prévost ainé                       |                          | Maître de forges aux Feynières, Jumilhac-le-Grand                                                           |
| 1839                                     | 1842             | Jean-Baptiste Romain Dumontet de Lacroze |                          | Notaire, maire de Saint-Jory-de-Chalais                                                                     |
| 1842                                     | 1848             | Louis Victor de Rochechouart             |                          | Comte de Rochechouart Maréchal de camp, propriétaire à Paris et à Jumilhac-le-Grand                         |
|                                          |                  |                                          |                          | |
| avant 1855                               | 1871             | Pierre Delsuc                            |                          | Instituteur à Jumilhac-le-Grand                                                                             |
| 1871                                     | 1881 (démission) | Louis Antoine Sireyjol                   |                          | Juge de paix à Jumilhac-le-Grand                                                                            |
| 1881                                     | 1907             | Jean Chiquet                             | Républicain              | Notaire, maire de Jumilhac-le-Grand                                                                         |
| 1907                                     |                  | L. Chiquet                               | Républicain progressiste | |
|                                          | 1919             | Élie Gadeau                              | Radical                  | Négociant, maire de La Coquille                                                                             |
| 1919                                     | 1925             | Édouard Blanchou (1878-1962)             | SFIO puis PC-SFIC        | Cultivateur à La Coquille                                                                                   |
| 1925                                     | 1937             | Élie Gadaud                              | Radical                  | Négociant, maire de La Coquille                                                                             |
| 1937                                     | 1940             | Marcel Breton                            | Radical                  | Médecin, maire de Saint-Priest-les-Fougères, Sénateur (1948-1951)                                           |
| 1940                                     |                  |                                          |                          | Les conseils d'arrondissement ont été suspendus par la loi du 12 octobre 1940 et n'ont jamais été réactivés |

Sources : "Annuaires et calendriers 1789-1842 " sur le site des archives départementales de la Dordogne. https://archives.dordogne.fr/r/72/fonds-imprimes/annuaires-et-calendriers?arko_default_6076b1c79b335--ficheFocus=

### Jumelage
Les sept communes du canton sont jumelées avec la municipalité allemande de Romrod depuis 1990.

## Composition
Le canton de Jumilhac-le-Grand regroupait sept communes et comptait 4 865 habitants (population municipale) au 1er janvier 2011.
| Communes                  | Population (2012) | Code postal | Code Insee |
| ------------------------- | ----------------- | ----------- | ---------- |
| Chalais                   | 414               | 24800       | 24095      |
| La Coquille               | 1 345             | 24450       | 24133      |
| Jumilhac-le-Grand         | 1 227             | 24630       | 24218      |
| Saint-Jory-de-Chalais     | 575               | 24800       | 24428      |
| Saint-Paul-la-Roche       | 522               | 24800       | 24481      |
| Saint-Pierre-de-Frugie    | 393               | 24450       | 24486      |
| Saint-Priest-les-Fougères | 389               | 24450       | 24489      |

## Démographie
| 1962  | 1968  | 1975  | 1982  | 1990  | 1999  | 2006  | 2011  | 2012  |
| ----- | ----- | ----- | ----- | ----- | ----- | ----- | ----- | ----- |
| 7 110 | 6 582 | 6 150 | 5 611 | 5 211 | 5 069 | 5 035 | 4 865 | 4 827 |